# لورنس تاونشیپ
.لورنس تاونشیپ یکی از هشت شهرستان در شهرستان بولینگر، میزوری، ایالات متحده آمریکا است. بر اساس سرشماری سال 2000 ایالات متحده، جمعیت آن 4406 نفر بود. در سرشماری سال 2010 ایالات متحده، جمعیت به 4366 کاهش یافته است. شهرستان لورنس 104.5 مایل مربع (271 کیلومتر مربع) را پوشش می دهد.
.
1. ↑  "US Board on Geographic Names". United States Geological Survey. اکتبر 25, 2007. Retrieved January 31, 2008.
2. ↑  "U.S. Census website". United States Census Bureau. Retrieved January 31, 2008.
3. ↑  "Bollinger County Place Names, 1928-1945 (archived)". The State Historical Society of Missouri. Archived from the original on June 24, 2016. Retrieved September 3, 2016.{{cite web}}:  نگهداری یادکرد:ربات:وضعیت نامعلوم پیوند اصلی (link)